# Mahates
Mahates là một khu tự quản thuộc tỉnh Bolívar, Colombia. Thủ phủ của khu tự quản Mahates đóng tại Mahates Khu tự quản Mahates có diện tích 476 ki lô mét vuông. Đến thời điểm ngày 28 tháng 5 năm 2005, khu tự quản Mahates có dân số 18412 người.